# Старогнатівська сільська рада
| Старогнатівська сільська рада — колишній орган місцевого самоврядування у Волноваському районі Донецької області. Адміністративний центр — село Старогнатівка. |

## Населені пункти
Сільській раді підпорядковані населені пункти:
- c. Старогнатівка
- с. Новогригорівка

## Склад ради
Рада складається з 16 депутатів та голови.

## Керівний склад сільської ради
| ПІБ                       | Основні відомості                                                                 | Дата обрання | Дата звільнення |
| ------------------------- | --------------------------------------------------------------------------------- | ------------ | --------------- |
| Чауш Юрій Юхимович        | Сільський голова, 1955 року народження, освіта, член Комуністичної партії України | 26.03.2006   | 22.04.2010      |
| Маркевич Михайло Павлович | Сільський голова, 1978 року народження, освіта вища, член Партії регіонів         | 31.10.2010   |                 |

Примітка: таблиця складена за даними джерела